# Bahnhof Brunnen
Der Bahnhof Brunnen liegt im Ortsteil Ingenbohl der gleichnamigen Gemeinde, einige hundert Meter vom namensgebenden Ort Brunnen SZ entfernt. Er wird von Zügen der Schweizerischen Bundesbahnen (SBB) und der Schweizerischen Südostbahn (SOB) bedient.

## Lage
Der Bahnhof befindet sich an der Gotthardlinie und somit an der wichtigen Nord-Süd-Achse Basel/Zürich–Tessin. Er wird nicht nur durch Züge des Fern- und Regionalverkehrs bedient, auch mehrere Buslinien der Auto AG Schwyz und der Zugerland Verkehrsbetriebe passieren den Bahnhof.
Vor dem Empfangsgebäude befindet sich ein Brunnen samt Statue des lokalen Bildhauers Josef Bisa.

## Geschichte

Bahnhofsgebäude (1964)

Vor Baubeginn gab es Differenzen in der Gemeinde über den Standort des Bahnhofs: Während die Brunner Dörfler die Station am See beim Mythenstein zu liegen haben wollen, verlangten die Ingenbohler Bauern den Bau am heutigen Standort.
Der Bahnhof wurde am 1. Juni 1882 als Durchgangsbahnhof, zusammen mit der Strecke Immensee-Göschenen von der Gotthardbahn-Gesellschaft eröffnet. Das erste Empfangsgebäude entsprach dem Normgebäude für Zwischenstationen der Gotthardbahn und wurde vom Chefarchitekten der Gotthardbahn, Gustav Mossdorf (1831–1907), welcher auch die Bauleitung innehatte, entworfen. Dieser Riegelbau erwies sich schnell als zu klein, und es wurde zwischen 1901 und 1903, ein stattliches, dreistöckiges Empfangsgebäude erstellt. Seit 1908, als die Gotthardbahn verstaatlicht wurde, betreiben die Schweizerischen Bundesbahnen den Bahnhof.
Am 1. Mai 1903 wurde die Doppelspurstrecke Immensee–Brunnen eröffnet. Für die Weiterführung der Doppelspur Richtung Erstfeld mussten zwischen Flüelen und Brunnen neue Tunnel gebaut werden. Das zweite Gleis zwischen Sisikon und Brunnen konnte erst am 2. August 1948 dem Verkehr übergeben werden. Am 1. Mai 1922 wurde die Strecke zwischen Arth-Goldau und Erstfeld von den SBB mit 15 kV 16 2/3 Hz elektrifiziert.
Von 8. Mai 1915 bis 15. Dezember 1963 fuhren über den Bahnhofplatz die Tramwagen der Schwyzer Strassenbahnen (SStB), welche die Schifflände in Brunnen mit dem Bahnhof Schwyz verband.

## Anlage
Gleisanlage

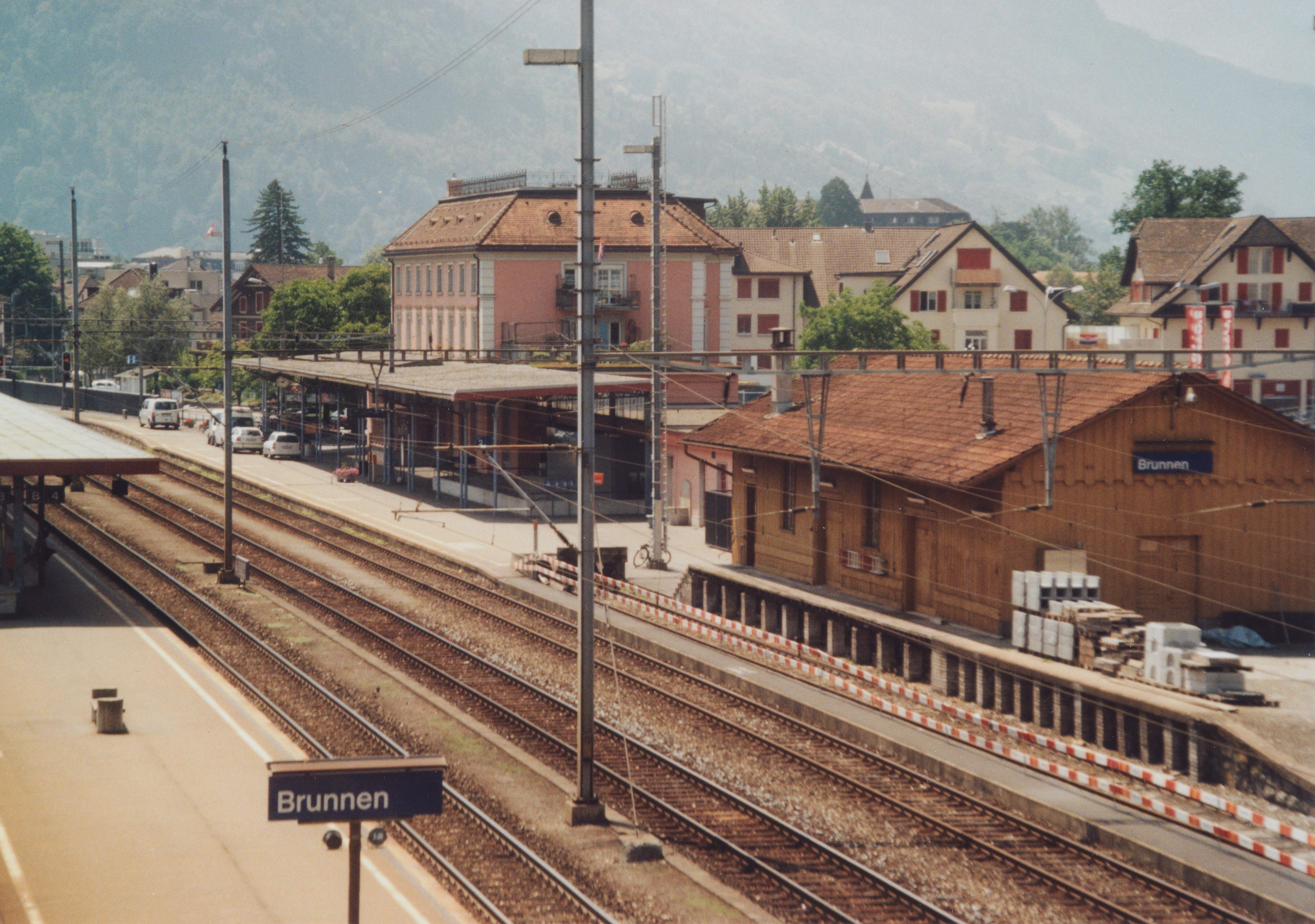
Stationsgebäude und Güterschuppen Bahnseite (2008)

Der Bahnhof besitzt vier Durchfahrgleise und ein Stumpfgleis, wobei das Gleis 1 vor dem Empfangsgebäude vorzeitig endet. Das Gleis 2 besitzt auf der Höhe des Bahnhofsgebäudes ein Hausperron (Bahnsteig). Hier halten die in Brunnen endenden Züge der S3. Das bahnsteiglose Gleis 3 wird oft zum kurzzeitigen Abstellen von Güterzügen benutzt. Die Gleise 4 und 5 sind die eigentlichen Durchfahrgleise. Sie sind auch über ein langes Mittelperron erschlossen. An diesem Perron halten die InterRegio-Züge und die Kompositionen der S2. Das Mittelperron ist über eine Unterführung mit Rampe und Treppe mit dem Bahnhofsplatz verbunden. Daneben sind noch ein Güterschuppen und diverse Anschluss- und Rangiergleise, vor allem für Industriebetriebe wie die Reismühle Brunnen und das ehemalige Holcim-Areal vorhanden.
Viadukt

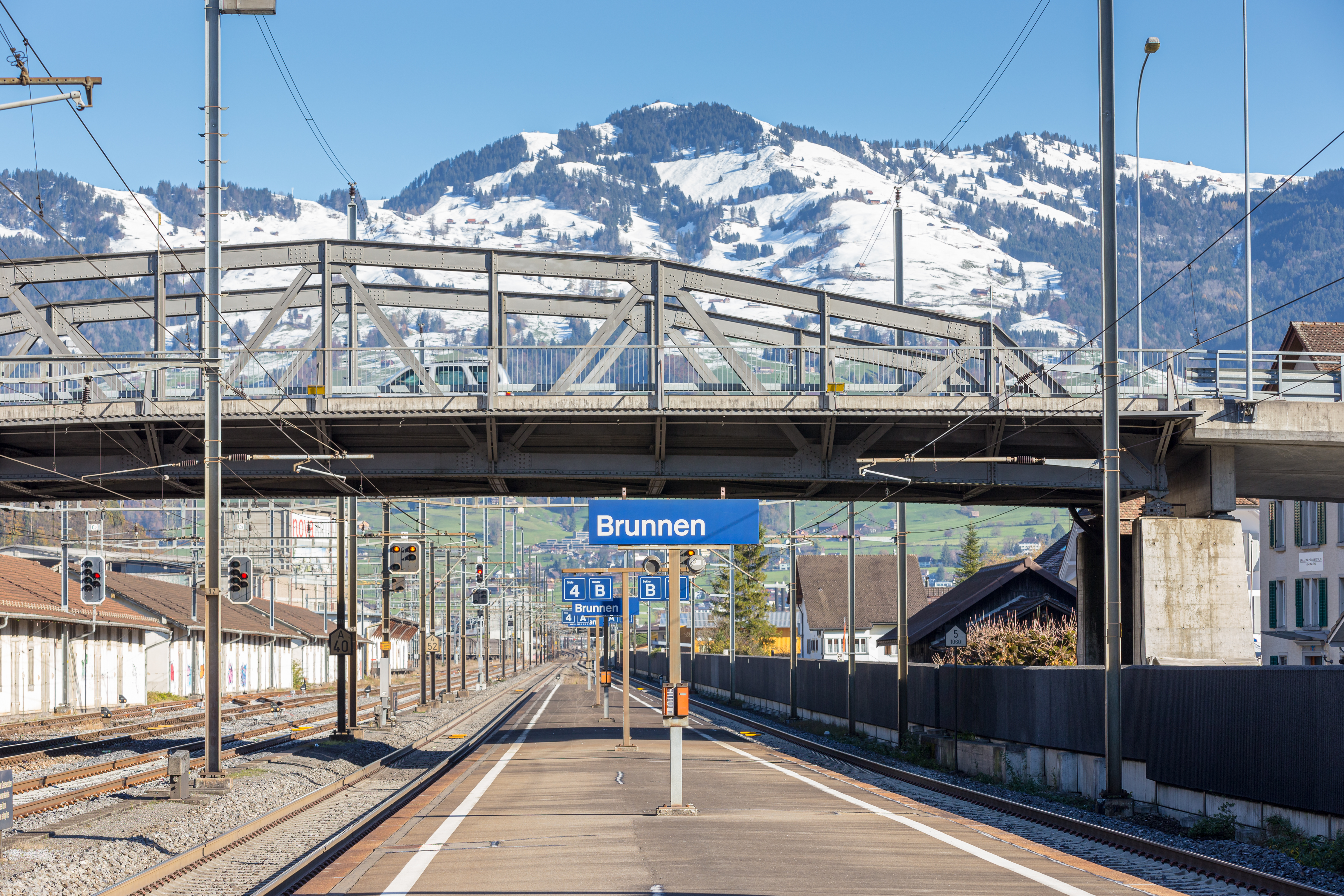
Der Strassenviadukt beim Bahnhof Brunnen (2014)

Markant ist der Strassenviadukt der Hauptstrasse nach Schwyz, welche mitten im Bahnhofsgebiet das SBB-Gleisfeldes quert. Er wurde für den niveaufreien Übergang zwischen der Strassenbahn und den SBB im Jahre 1902 erbaut und ist in der Vergangenheit mehrmals saniert worden, zuletzt 1996.

## Anbindungen

### Eisenbahn
Der Bahnhof Brunnen wird im Fernverkehr von zwei Interregio-Linien jeweils im Zweistundentakt bedient, welche sich zu einem Stundentakt überlagern. Ebenfalls im Stundentakt verkehren die S-Bahn-Linien S2 der Stadtbahn Zug und S3 der S-Bahn Luzern, wobei sich die S2 mit den Interregio-Zügen zu einem ungefähren Halbstundentakt überlagert.
Fernverkehr
- 26 Basel SBB – Luzern –  Göschenen – Locarno  FS  (Treno Gottardo)
- 46 Zürich HB – Göschenen – Locarno  FS  (Treno Gottardo)

Regionalverkehr
- S 2 Baar Lindenpark – Walchwil (– Erstfeld)
- S 3 Luzern – Brunnen

### Bus

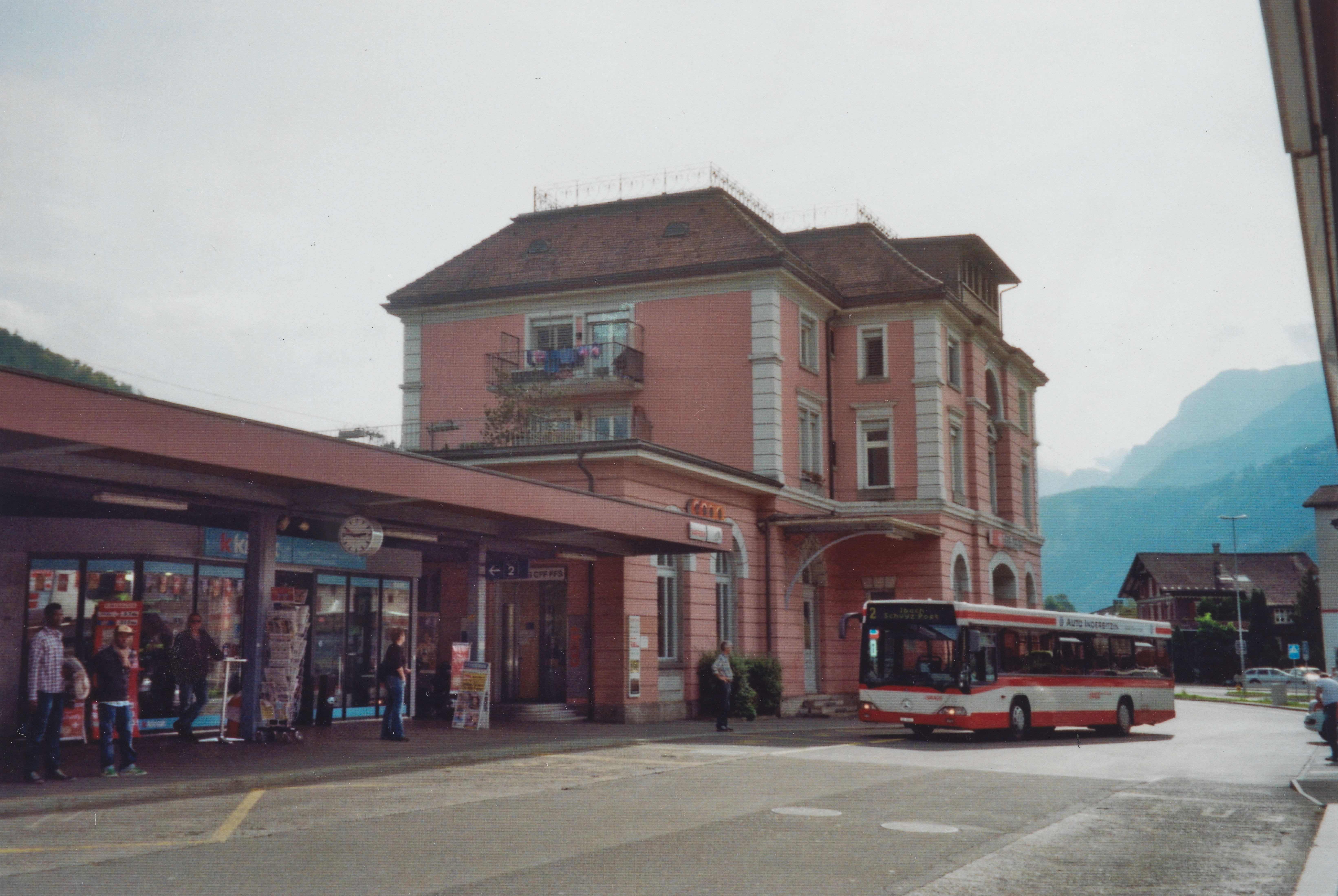
Bahnhofsgebäude, Strassenseite (2012)

Die Auto AG Schwyz und die Zugerland Verkehrsbetriebe bedienen den Bahnhof Brunnen mit sechs Linien:
- 502 Arth Tafelstatt-Goldau-Steinen-Schwyz Zentrum–Ibach–Brunnen–Brunnen Schiller –Gersau (–Vitznau–Weggis–Greppen–Küssnacht am Rigi Bahnhof)
- 504 Brunnen Bahnhof–Brunnen See/Schiffstation–Morschach–Morschach Luftseilbahn.
- 508 Seewen Seewenmarkt-Schwyz–Brunnen–Gersau–Vitznau–Weggis–Greppen–Küssnacht am Rigi Bahnhof.
- 526 Brunnen Bahnhof-Schwyz-Goldau-Rotkreuz Bahnhof Nord.
- 541 (Brunnen Bahnhof-) Sisikon–Riemenstalden (nur einzelne Verbindungen)
- N5 Brunnen Bahnhof –  Ibach – Schwyz – (Steinen) – Arth-Goldau Bahnhof – Walchwil – Zug Bahnhofsplatz

Die Bushaltestelle befindet sich auf dem Bahnhofsvorplatz. Am Empfangsgebäude halten die Busse nach Schwyz, auf der gegenüberliegenden Seite verkehren diejenigen nach Brunnen See, Gersau, Küssnacht und Morschach.

## Dienstleistungen
Im Bahnhof Brunnen befinden sich nebst dem SBB-Reisezentrum auch ein Coop-Pronto Shop und ein Jeans-Laden. In der Umgebung haben sich auch die Grossverteiler Migros, Lidl und Denner sowie die Warenhauskette Otto’s angesiedelt.